# Regierungspräsident (Schweiz)
Der Regierungspräsident, Landammann oder Staatsratspräsident ist dasjenige Mitglied in Kantonsregierungen der Schweiz, das den Rat präsidiert. Wie der Schweizer Bundesrat folgen die Kantonsregierungen dem Kollegialitätsprinzip, somit gilt der Präsident einer Kantonsregierung als Primus inter pares und wird in der Regel für ein Jahr gewählt. In den Kantonen Glarus und Appenzell Innerrhoden leitet der Landammann zusätzlich die Landsgemeinde.
- Der Titel Regierungspräsident wird in neun ganz und teilweise deutschsprachigen Kantonen verwendet, nämlich Basel-Landschaft, Basel-Stadt, Bern, Graubünden, Luzern, Schaffhausen, St. Gallen, Thurgau und Zürich, sowie in der Version Président du Gouvernement im französischsprachigen Kanton Jura.
- Den Titel Landammann oder regierender Landammann kennen die Kantone Uri, Schwyz, Obwalden, Nidwalden, Glarus, Zug, Solothurn, Appenzell Ausserrhoden, Appenzell Innerrhoden und Aargau.
- Der Titel Staatsratspräsident (franz. Président du Conseil d’État, italienisch Presidente del Consiglio di Stato) gilt in den deutsch- und französischsprachigen Kantonen Freiburg und Wallis, in den französischsprachigen Kantonen Waadt, Neuenburg und Genf sowie im italienischsprachigen Kanton Tessin.

Früher fanden sich auch die Bezeichnungen Schultheiss und Bürgermeister.